# 172 (število)
172 (stó dváinsédemdeset) je naravno število, za katero velja 172 = 171 + 1 = 173 - 1.
Sestavljeno število
Ne obstaja noben takšen cel x, da bi veljala enačba x - φ(x) = 172.